# 闪光的夜袭

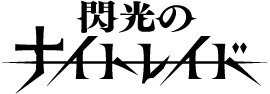
《闪光的夜袭》OP圖

《闪光的夜袭》是A-1 Pictures負責動畫制作日本电视动画，動畫的力量的第2部作品，从2010年4月开始在東京电视台播放。

## 剧情概要
本作品是東京电视台與Aniplex共同製作的原創動畫計劃「動畫的力量」系列的第二部作品。
故事舞台設定在1931年的中國上海，日本陆军的特务组织「樱井机关」的成员们运用自己的超能力，在暗中影响着历史的进程。
對話為多國語言，在適當的部分會加插日語字幕。而且，這些部份的情節已預定在Blu-ray及DVD中加入可切換日語音轨。
作品的標題『ナイトレイド』（NIGHT RAID），是以間諜為想像而造的新語，意為「夜襲」，而『閃光』是以超能力為想像而加入的。

## 登场人物
三好葵　
声：吉野裕行
攝影師，為政治家的私生子。過著隨性沒有煩惱的日子。有過留學歐洲的經驗，精通多種語言且有著自由開放的價值觀。對軍人好戰的思潮頗為反感。擁有不動手就可以改變物體方向的能力，即為念力，但有時間限制。喜歡小提琴但卻不擅長。曾失去了教他小提琴的戀人，疑似為未婚妻的遊佐靜音。加入了櫻井機關，在上海執行間諜任務之餘和伊波葛開了一家名為"四君子堂寫真館"的照相館，在待人接物方面充滿了熱情。之後和同伴一起前往新京，挫败了高千穂勲企图投放核彈的计划。故事最后于1936年二二六事件前夕与未婚妻去往海外。他的本名是小野總一郎。
伊波葛
声：浪川大輔
出生於武士門第，為合氣道的高手。只要是眼睛看的到的範圍，擁有攜同身邊的人瞬間移動的能力，但有次數限制。曾經被賜予榮譽的軍刀，但因為擁有能力不被允許進入陸軍官校，其原因為他是櫻井機關所需要的人才。個性沉穩冷靜，有較強烈的愛國思想，平常不喜歡使用能力。於第十話時投於高千穂勲一方，直至最終話才與葵一起阻止高千穂勲。故事最后仍坚守军人本分消失在了二二六事变的夜幕中。他的本名是岸田琢磨。
苑樹雪菜
声：生田善子
擁有能夠讀取內心以及遺留在物品上殘留信息的能力，即為接觸感應。出生於大家族，被撫養成不諳世事的大小姐，性情溫柔善良，容易害羞。為了尋找不知下落的哥哥而投身於櫻井機關。使用能力時，為了提高精神的集中力，在使用能力时会吸花的香气。在阻止兄长高千穂勲的行动中，失去了从小陪伴自己的棗。故事最后在東京与三好、伊波告别后，孤身离去。她的本名是高千穂節子。
鍵谷棗
声：星野貴紀
出身於窮困的農村，幼時就在雪菜家當傭人。為了保護尋找哥哥的雪菜，而加入櫻井機關。平時沉默寡言，但為人正直。擁有遠視、透視和暗視的能力。喜歡貓，還幫貓們起名。成功擊敗久世之後卻被某雜兵開槍射殺。他的本名是田中吉蔵。
櫻井信一郎
声：大林隆介
為櫻井機關的主要領導者，指揮葵他們進行諜報任務。城府極深被葵戲稱為老狐狸。為了防止日本政府對高千穂勲突然失蹤一事派遣外部搜索而創造櫻井機關。實際上一直試圖替軍部掌握高千穂勲的核計劃，在終話被壱師抹去了過往的記憶。
壱師
声：凌慶成
神秘主義者，平時跟隨在櫻井身旁。終話得悉為預言者事件的相關人員，擁有能操縱他人記憶的能力。
風蘭
声：藤田咲
位於上海的『 招財飯店 』老板娘。個性爽朗，常會送包子給葵。經營的店鋪在一二八事件中被日軍飛機炸毀。後回到長春期間曾與雪菜一行重逢。
高千穂勲
声：平田廣明
雪菜的兄長。與櫻井機關對抗。拉攏雪菜失敗。其能力不詳，但可以心靈傳話。藉由物理學家一之瀨所創造出來的新型炸彈(似核彈)想完成大亞洲統一的理想，從西方列強手中解放其在亞洲的殖民地。其未婚妻是前代預言者，因違反了「預言者在接班人尚未出現之前只可隱喻，不可表明其預言去向」這條規定而死亡。于終話被雪菜、三好一行人聯手挫敗其計劃，後為保護雪菜被櫻井開槍射殺。
久世
声：宮内敦士
日本帝國陸軍少佐。支持高千穂勲的親信，負責干擾櫻井機關，是當初失蹤的某一中隊的關東軍。能力是心靈讀取和瞬間移動，但有距離限制，在一定的範圍內，移動的距離被限制。
遊佐靜音
声：川澄綾子
在某幾集出現的神祕人物，被稱之為預言者。在暗中看著歷史的進行，會提出一些做某些決定之後的影響，但卻不會直接告知選擇。疑似是教葵小提琴的戀人。後甘願被洗去記憶而放棄了預言者的能力，最終跟三好葵一起去往海外。

## 電視動畫

### 製作人員
- 原作、製作：A-1 Pictures
- 監督：松本淳
- 人物原案：上條明峰
- 人物設定：佐佐木啓悟
- 音樂：葉加瀬太郎
- 機械設定：常木志伸
- 色彩設計：中島和子
- 美術設定：金平和茂
- 美術監督：谷岡善王
- 攝影監督：那須信司
- 音響監督：山田稔
- 製作：閃光的夜袭製作委員会

### 主題歌
片頭曲「約束」
作詞・作曲：逹瑯、編曲：ミヤ、歌：ムック
片尾曲「未来へ…」
作詞・作曲：小夜、編曲：小夜・ACE 、 歌：HIMEKA

### 各集標題
| 話數             | 日文標題 | 中文標題           | 腳本              | 分鏡                   | 演出                    | 作畫監督                                                |            |
| ---------------- | -------- | ------------------ | ----------------- | ---------------------- | ----------------------- | ------------------------------------------------------- | ---------- |
| 第0話            |          | 船上的序幕         | 文芸部            | 田中恵子               | 玄馬宣彦                | 清水祐美 伊集院廿                                       |            |
| 第1話            |          | 營救行動           | 大西信介          | 松本淳                 | ヤマトナオミチ          | 佐々木啓悟 佐野隆雄 清水裕輔 清水祐実 松林唯人 中村深雪 |            |
| 第2話            |          | 回憶的樂章         | 大西信介          | 小寺勝之               | 佐藤和磨 榎本守         | 佐野隆雄 清水裕輔 松林唯人 山本篤士                     |            |
| 第3話            |          | 四大商場被陰影籠罩 | 大西信介 阿谷映一 | 高橋順                 | 羽生尚靖                | 柳隆太                                                  |            |
| 第4話            |          | 相機與包子與野貓   | 野村祐一          | 笹木信作               | 浦尾斗夢                | 田中誠輝                                                |            |
| 第5話            |          | 夏之底片           | 大西信介 阿谷映一 | 上杉菜美               | 筑紫大介                | 岡崎洋美 山田裕子                                       |            |
| 第6話            |          | 骚动之夜           | 大西信介 阿谷映一 | こでらかつゆき         | 榎本守 ヤマトナオミチ   | 小谷杏子 清水祐美 伊集院廿                              |            |
| 第6.5話 [未播放] |          | 鸦片窟的恶魔       | 大西信介 阿谷映一 | 弥佐吉                 | 福多潤                  | 鈴木奈都子 竹森由加                                     |            |
| 第7話            |          | 事變               | 大西信介          | 岡尾貴洋               | 大原実                  | 桝井一平                                                |            |
| 特別篇           |          | 預言               | 大西信介          | （總集篇）             | （總集篇）              | （總集篇）                                              | （總集篇） |
| 第8話            |          | 寒凍之國           | 大西信介          | 島津裕行               | 下司泰弘                | 清水裕輔                                                |            |
| 第9話            |          | 新京               | 大西信介          | こでらかつゆき         | ヤマトナオミチ 羽生尚靖 | 岡崎洋美 山田裕子                                       |            |
| 第10話           |          | 東方就是東方       | 大西信介          | こでらかつゆき         | 筑紫大介 榎本守         | 清水祐実 小谷杏子                                       |            |
| 第11話           |          | 暗夜探索           | 大西信介          | 島津裕行               | 高島大輔 齋藤昭裕       | 田畑アキラ 沼津雅人 服部憲知 橋本純一                   |            |
| 第12話           |          | 夜襲               | 大西信介          | こでらかつゆき         | 下司泰弘                | 清水裕輔 近藤圭一 田畑アキラ                            |            |
| 第13話           |          | 至少留下些微的希望 | 大西信介          | 島津裕行 高橋順 松本淳 | ヤマトナオミチ          | 岡崎洋美 山田裕子 佐々木啓悟 清水祐実 小谷杏子 山本篤史 |            |
| 第14話 [未放映]  |          | 雪中豹             | 大西信介          | 松本淳                 |                         |                                                         |            |